# Стоєнешть (комуна, Джурджу)
Стоєнешть, Стоєнешті (рум. Stoenești) — комуна у повіті Джурджу в Румунії. До складу комуни входять такі села (дані про населення за 2002 рік):
- Міреу (219 осіб)
- Стоєнешть (2067 осіб)
- Янкулешть (296 осіб)

Комуна розташована на відстані 36 км на південний захід від Бухареста, 28 км на північ від Джурджу.

## Населення
За даними перепису населення 2002 року у комуні проживали 2582 особи.
Національний склад населення комуни:
| Національність | Кількість осіб | Відсоток |
| -------------- | -------------- | -------- |
| румуни         | 2550           | 98,8%    |
| цигани         | 29             | 1,1%     |
| угорці         | 2              | 0,1%     |
| греки          | 1              | < 0,1%   |

Рідною мовою назвали:
| Мова      | Кількість осіб | Відсоток |
| --------- | -------------- | -------- |
| румунська | 2580           | 99,9%    |
| угорська  | 2              | 0,1%     |

Склад населення комуни за віросповіданням:
| Релігія     | Кількість осіб | Відсоток |
| ----------- | -------------- | -------- |
| православні | 2569           | 99,5%    |
| бретрени    | 11             | 0,4%     |
| адвентисти  | 2              | 0,1%     |

## Зовнішні посилання
- Дані про комуну Стоєнешть на сайті Ghidul Primăriilor